# Конвой № 2152 (листопад 1943)
Конвой № 2152 (листопад 1943) — японський конвой часів Другої світової війни, проведення якого відбувалось у листопаді 1943 року.
Конвой сформували в Рабаулі — головній базі Імперського флоту Японії в архіпелазі Бісмарка, з якої японці провадили операції на Соломонових островах та сході Нової Гвінеї, а пунктом призначення був атол Трук (Чуук) на сході Каролінських островів (ще до війни тут була створена потужна база ВМФ, з якої до лютого 1944 року провадились операції в низці архіпелагів).
До складу конвою увійшли транспорти «Хіє-Мару» (мало на борту близько 3 тис. вояків) та «Нагоя-Мару», а ескорт забезпечували мисливці за підводними човнами CH-29 та CH-30.
15 листопада судна вийшов із Рабаула та попрямували на північ. 16 листопада до конвою приєднався третій транспорт «Тамасіма-Мару», який вийшов із Кавіенгу (друга за значенням японська база в архіпелазі Бісмарка, розташована на північному краї острова Нова Ірландія).
Біля опівдня 17 листопада в районі за 500 км на північний захід від Нового Гановеру підводний човен Drum випустив чотири торпеди по «Хіє-Мару», одна з яких потрапила у ціль. Через 5 годин судно затонуло, проте за цей час вдалося врятувати усіх, хто перебував на його борту (загинув лише капітан Хіє-Мару).
19 листопада інші судна конвою прибули на Трук.
За кілька місяців до того, у травні 1943 року, між Рабаулом та Труком вже пройшов конвой із таким самим ідентифікатором № 2152.